# Живая сталь
«Жива́я сталь» (англ. Real Steel) — американская научно-фантастическая семейная драма режиссёра Шона Леви, вдохновленная рассказом Ричарда Мэтисона «Сталь» (в русском переводе — «Стальной человек»). Главную роль в фильме сыграл Хью Джекман, в качестве продюсеров выступили Шон Леви, Сьюзэн Монтфорд и Дон Мёрфи. Мировая премьера фильма состоялась 6 сентября 2011 года в Париже в кинотеатре Гран-Рекс. В США и России картина вышла в прокат 7 октября.
В России фильм разрешён для показа зрителям, достигшим 12 лет. В США фильм не рекомендуется смотреть детям до 13 лет.

## Сюжет
Действие фильма разворачивается в альтернативном 2020 году (на момент выхода фильма это было будущее). Традиционные боксёрские поединки и другие боевые искусства были объявлены вне закона и заменены гладиаторскими боями с участием роботов, управляемых людьми.
Главный герой — Чарли Кентон (Хью Джекман), бывший боксер, живущий у дочери своего умершего тренера Бейли Таллет (Эванджелин Лилли). Он принимает участие в боях роботов, терпя одно поражение за другим и всё глубже увязая в долгах. Попутно он узнает, что умерла его бывшая девушка, оставив их сына Макса Кентона (Дакота Гойо) сиротой. Чарли никогда не общался с Максом и даже отказался от родительских прав. Тётя Макса по линии матери и её муж хотят получить право на опеку над мальчиком, и Чарли соглашается его им продать, но они ставят условие: на время их отпуска Чарли временно заберёт Макса к себе, «чтобы наладить отношения отца и сына», а также для получения дополнительных денег.
Поначалу Макс и Чарли не очень ладят, но вскоре выясняется, что Макс тоже любит бои роботов. Чарли снова участвует в боях, покупая на вырученные деньги одного из лучших роботов — Нойзи Боя с голосовым управлением, где терпит очередное фиаско из-за того, что, даже не ознакомившись с доступными приёмами, просто «выкрикивал то, что круче звучит» (так выразился Макс). В поисках деталей на нового робота Чарли с сыном идут на свалку, где Макс, случайно упав с обрыва, находит бракованного, но целого робота второго поколения по имени «Атом». Этот устаревший робот был создан не для боёв, а как спарринг-партнёр: он не может атаковать, но зато хорошо держит удар и имеет редкую «функцию тени», позволяющую повторять любые движения человека. Макс решает с помощью Атома участвовать в нелегальных боях роботов и заработать немного денег.
Хотя Чарли отнёсся к идее сына весьма скептически, в первом же бою Атом побеждает и выясняется, что он очень стойкий робот. Макс, установив голосовой контроль от Нойзи Боя на Атома, предлагает Чарли через «функцию тени» научить Атома боксерскому стилю. Так, побеждая в боях, Атом становится участником турнира «Живая сталь», а Чарли и Макс очень сближаются, заодно вернув приличную часть долгов. После победы над профессиональным роботом «Твин Ситис» Макс в экстазе вызывает на бой Фарру Лемкову (Ольга Фонда) — миллиардершу, для которой Так Машидо (Карл Юн), легендарный создатель боевых роботов, собрал Зевса — непобедимого робота-чемпиона «Живой стали». После дерзкого вызова Макса для Лемковой начинается «Пиар-кошмар», и через некоторое время она принимает вызов.
Затем на Чарли и Макса неожиданно нападают люди букмекера Рики, которому Чарли задолжал ещё в начале фильма, и избивают их, забрав все деньги. Хотя Чарли уже искренне полюбил Макса и раскаялся за то, что не был с ним рядом с самого начала, страх за сына берёт верх, и Чарли отдаёт его официальным опекунам, чтобы обезопасить. Однако после разговора с Бейли (в которую, как выясняется, уже давно взаимно влюблён), он меняет решение и уговаривает их отпустить Макса с ним на турнир, и они соглашаются, заодно пройдя самим.
Во время боя Зевс, атакуя Атома, с самого начала наносит ему серьёзные повреждения, однако робот выдерживает первый раунд благодаря гонгу. Рики, который тоже присутствовал на бою и ставил другу Чарли Финну (Энтони Маки), что Атом будет повержен уже в первом раунде, в панике пытается уйти, но Финн его ловит. На четвёртом раунде Зевс разрушает Атому систему голосового контроля, но гонг снова спасает робота. Макс уговаривает Чарли бороться с Зевсом через «функцию тени» Атома. Дождавшись, пока у Зевса закончится заряд энергии, Чарли наносит серию сокрушительных ударов. Чемпион «Живой Стали» начинает проигрывать, и за пульт управления Зевса садится сам Так Машидо. Несмотря на это, Атом отправляет Зевса в нокдаун, приводя всех зрителей в восторг. Зевсу удаётся подняться, но Чарли продолжает наносить сокрушительные удары почти обесточенному роботу, и только финальный гонг спасает Зевса от проигрыша. Он побеждает по очкам, но для компании Фарры Лемковой это всё равно провал, ведь Зевс впервые оказался на грани проигрыша и получил повреждения, потенциально не подлежащие ремонту. Атома провозглашают Народным чемпионом, Бейли становится девушкой Чарли, а Макс начинает называть его папой.

## В ролях
| Актёр            | Роль               |
| ---------------- | ------------------ |
| Хью Джекман      | Чарли Кентон       |
| Дакота Гойо      | Макс Кентон        |
| Эванджелин Лилли | Бэйли Таллет       |
| Кевин Дюранд     | Рикки              |
| Энтони Маки      | Финн               |
| Джеймс Ребхорн   | Марвин Барнс       |
| Хоуп Дэвис       | Дебра Феллон-Барнс |
| Ольга Фонда      | Фарра Лемкова      |
| Карл Юн          | Так Машидо         |
| Фил Ламарр       | комментатор боёв   |

## Саундтрек
1. «Fast Lane» — Bad Meets Evil
2. «Here’s A Little Something For» — Beastie Boys
3. «Miss The Misery» — Foo Fighters
4. «The Enforcer» — 50 Cent
5. «Nine Thou» — Styles of Beyond
6. «Make Some Noise» — The Crystal Method при уч. Yelawolf
7. «Till I Collapse» — Эминем при уч. Nate Dogg
8. «One Man Army» — The Prodigy & Том Морелло
9. «Give It A Go» — Тимбалэнд при уч. Veronica
10. «I’m Your Daddy» — Weezer
11. «The Midas Touch» — Том Морелло
12. «Why Try» — Limp Bizkit
13. «Torture» — Rival Sons
14. «All My Days» — Alexi Murdoch
15. «Kenton» — Дэнни Эльфман
16. «The Wings of Icarus» — Celldweller
17. «You’ll Be Under My Wheels» — The Prodigy

## Маркетинг
Первый трейлер фильма появился в декабре 2010 года. В мае 2011 года DreamWorks выпустила второй трейлер. 19 сентября Джекман появился на WWE Raw, чтобы прорекламировать фильм. 24 сентября на Первом канале вышел выпуск программы «Прожекторперисхилтон» с участием Джекмана, в котором актёр рассказывал о фильме.
Поисковик Bing прорекламировал фильм в своём блоге, а в фильме замечен логотип «bing».

## Критика
Фильм получил смешанные отзывы кинокритиков. На Rotten Tomatoes 60 % рецензий являются положительными, средний рейтинг составляет 5,9 из 10. Сайт Metacritic дал фильму оценку в 56 баллов из 100 на основе 32 обзоров. Роджер Эберт оценил фильм в 3 звезды из 4-х.
Фильм вошёл в число номинантов на премию «Оскар» за лучшие визуальные эффекты.

## Продолжение
14 января 2022 года стало известно, что стриминговый сервис Disney+ готовится к разработке продолжения «Живой стали» в виде сериала из нескольких эпизодов. На должность исполнительного продюсера встанет бывший режиссёр и продюсер первой части — Шон Леви.